# Commandos: Dietro le linee nemiche
Commandos: Dietro le linee nemiche (Commandos: Behind Enemy Lines) è il primo episodio di una serie di videogiochi di tipo strategico in tempo reale/stealth, sviluppato da Pyro Studios e pubblicato da Eidos Interactive.
Il capitolo inaugurale della serie Commandos, come tutti i suoi successori, è ambientato durante la seconda guerra mondiale e prevede l'utilizzo di un piccolo gruppo di soldati delle forze Alleate, i cosiddetti Commando, al fine di constrastare le azioni della Germania nazista e altre Potenze dell'Asse.

## Trama
I vari scenari nei quali si svolgono le missioni sono stati realmente teatro di battaglia durante il conflitto; inoltre il gioco segue fedelmente gli eventi storici concretamente verificatisi (eccezion fatta per l'ultima missione, la quale divaga leggermente dalla realtà dei fatti).

## Modalità di gioco
Il gioco è strutturato in venti missioni, dove viene utilizzato un piccolo gruppo di soldati (variabile per composizione a seconda della missione) per raggiungere determinati obiettivi, che possono variare dal sabotaggio di specifiche strutture alla liberazione di prigionieri.
Commandos può essere visto come il punto d'incontro fra il genere strategico in tempo reale (per l'utilizzo di varie unità dotate di abilità differenti) e quello stealth (dove solitamente si utilizza un solo personaggio). Le missioni sono generalmente strutturate in maniera aperta: è possibile risolverle in più modi a seconda dei personaggi che si utilizzano, delle loro tecniche e dello stile del giocatore stesso.

## Personaggi
L'equipaggiamento dei Commando è peculiare per ciascuno di essi, rendendoli così specializzati in particolari mansioni nei vari scenari bellici. L'unica eccezione è rappresentata dalla pistola d'ordinanza, posseduta da tutti e sei.
Di seguito la lista di tutti i personaggi giocabili: 
- Berretto verde (Jack O'Hara, "Butcher"): Grazie alla sua grande forza fisica è in grado di spostare oggetti pesanti (i barili di esplosivo, per esempio) oltre che i corpi dei soldati uccisi, può arrampicarsi sulle pareti mediante una piccozza e mimetizzarsi sotto la neve o la sabbia grazie ad una pala. Possiede un coltello, oltre a un apparecchio radio in grado di distrarre i nemici. È anche il più resistente ai proiettili e il più veloce nella corsa.
- Cecchino (Sir Francis T. Woolridge, "Duke"): Possiede un fucile di precisione nello zaino, molto utile per eliminare i nemici altrimenti irraggiungibili ma dotato di un predefinito numero di munizioni, che variano in base alla missione. Possiede inoltre un kit di pronto soccorso.
- Marine (James Blackwood, "Fins"): Ha la capacità di immergersi in acqua con l'equipaggiamento da sommozzatore, in modo da muoversi senza essere visto. Può guidare i gommoni e le barche, inoltre possiede un coltello e un fucile subacqueo.
- Geniere (Thomas Hancock, "Fireman"): Capace nel maneggiare detonatori (di solito sono necessari a distruggere edifici), bombe a orologeria e granate. Può piazzare una trappola che uccide i soldati nemici al passaggio, inoltre può tagliare il filo spinato grazie a delle cesoie.
- Pilota (Samuel Brooklyn, "Driver"): Abile nel guidare camion, automobili, carri armati e utilizzare le postazioni con mitragliatrici fisse. Il suo equipaggiamento comprende un mitra e un kit di pronto soccorso.
- Spia (Rene Duchamp, "Frenchy"): Proveniente dalla Francia, conosce perfettamente la lingua tedesca ed è quindi in grado di utilizzare la divisa da generale nazista per distrarre i soldati nemici, può anche ucciderli istantaneamente grazie a del veleno contenuto in una siringa, ma se colto in flagrante perde il travestimento (per indossarlo nuovamente basta sottrarsi alla visuale del nemico che ci sta osservando). Come il Berretto Verde è capace di trasportare i corpi dei soldati uccisi.

In alcune missioni (10, 12, 17 in particolare) sarà inoltre possibile controllare dei soldati Alleati tenuti prigionieri, i quali andranno dapprima liberati.